# مورغان باركر
مورغان باركر (بالإنجليزية: Morgan Parker)‏ هي محرِّرة وكاتِبة وشاعرة أمريكية، (ولدت في الولايات المتحدة القرن 20  م).